# Лесоводы (село)
Лесоводы (укр. Лісоводи) — село в Городокском районе Хмельницкой области Украины.
Население по переписи 2001 года составляло 2978 человек. Почтовый индекс — 32046. Телефонный код — 3251. Занимает площадь 4,325 км². Код КОАТУУ — 6821284504.
Ранее в селе находился Лесоводский детский дом.

## История
Первое документальное упоминание о селе в 1559 году.

## География
Село расположено на Подольской возвышенности.

## Транспорт
В селе преобладает автомобильный транспорт. Близ села расположена ж.-д.ст. Лисоводы.

## Местный совет
32046, Хмельницкая обл., Городокский р-н, с. Лесоводы, ул. Ткачука, 4, тел. 3-21-77.

## Образование
Лесоводская средняя школа.

## Село в кино
Многие эпизоды фильма «Меж высоких хлебов» в 1969 году снимались в селе.

## Известные жители
- Пётр Павлович Тлустый (1929—1997) — бригадир тракторной бригады колхоза, Герой Социалистического Труда[1].
- Иван Васильевич Пробитый (1923-2006) — советский хозяйственный, государственный и политический деятель, Герой Социалистического Труда[2].
- Мария Павловна Козак (р. 1925) — звеньевая колхоза, Герой Социалистического Труда[3].